# Svartir Sandar
Svartir Sandar — четвёртый студийный альбом исландской пост-метал-группы Sólstafir, выпущенный 14 октября 2011 года на лейбле Season of Mist. Альбом принёс группе их первый большой хит, «Fjara».

## Отзывы критиков
Альбом получил крайне положительные отзывы от музыкальных критиков. Ян Вишковский из metal.de пишет: «Svartir Sandar — это шедевр, превращающий музыку в образы, а образы — в фильм, который можно смотреть бесконечно».
Альбом занял 14 место в списке 20 лучших альбомов 2011 года по версии портала Metal Storm.

## Список композиций
| №                   | Название            | Длительность |
| ------------------- | ------------------- | ------------ |
| 1.                  | «Ljós Í Stormi»     | 11:35        |
| 2.                  | «Fjara»             | 6:39         |
| 3.                  | «þín Orð»           | 6:20         |
| 4.                  | «Sjúki Skugginn»    | 5:07         |
| 5.                  | «Æra»               | 4:52         |
| 6.                  | «Kukl»              | 5:08         |
| 7.                  | «Melrakkablús»      | 9:58         |
| 8.                  | «Draumfari»         | 3:39         |
| 9.                  | «Stinningskaldi»    | 1:15         |
| 10.                 | «Stormfari»         | 3:37         |
| 11.                 | «Svartir Sandar»    | 8:21         |
| 12.                 | «Djákninn»          | 10:51        |
| Общая длительность: | Общая длительность: | 77:37        |

## Участники записи

### Sólstafir
- Адальбьёрн Триггвасон — вокал, гитара
- Гвюдмюндюр Оули Паульмасон — ударные
- Свавар Эйстман — бас-гитара
- Сайтоур Мариус Сайтоурссон — гитара

### Приглашённые музыканты
- Хадльдоур А. Бьёрнссон — клавишные
- Йоун Бьёрн Рикхардссон — гонг
- Стейнар Сигюрдссон — саксофон
- Гердюр Г. Бьярклинд — художественная декламация
- Хадльгримюр Йоун Хадльгримссон — бэк-вокал
- Рагнхейдюр Эйриксдоуттир — бэк-вокал